# Marcia Otacilia Severa

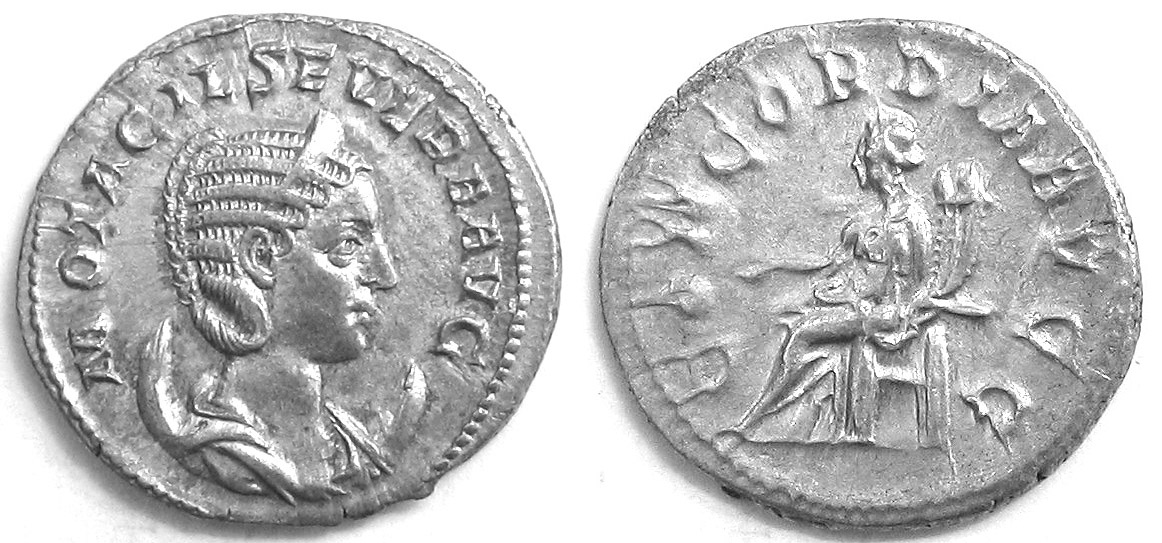
Antoninian der Otacilia

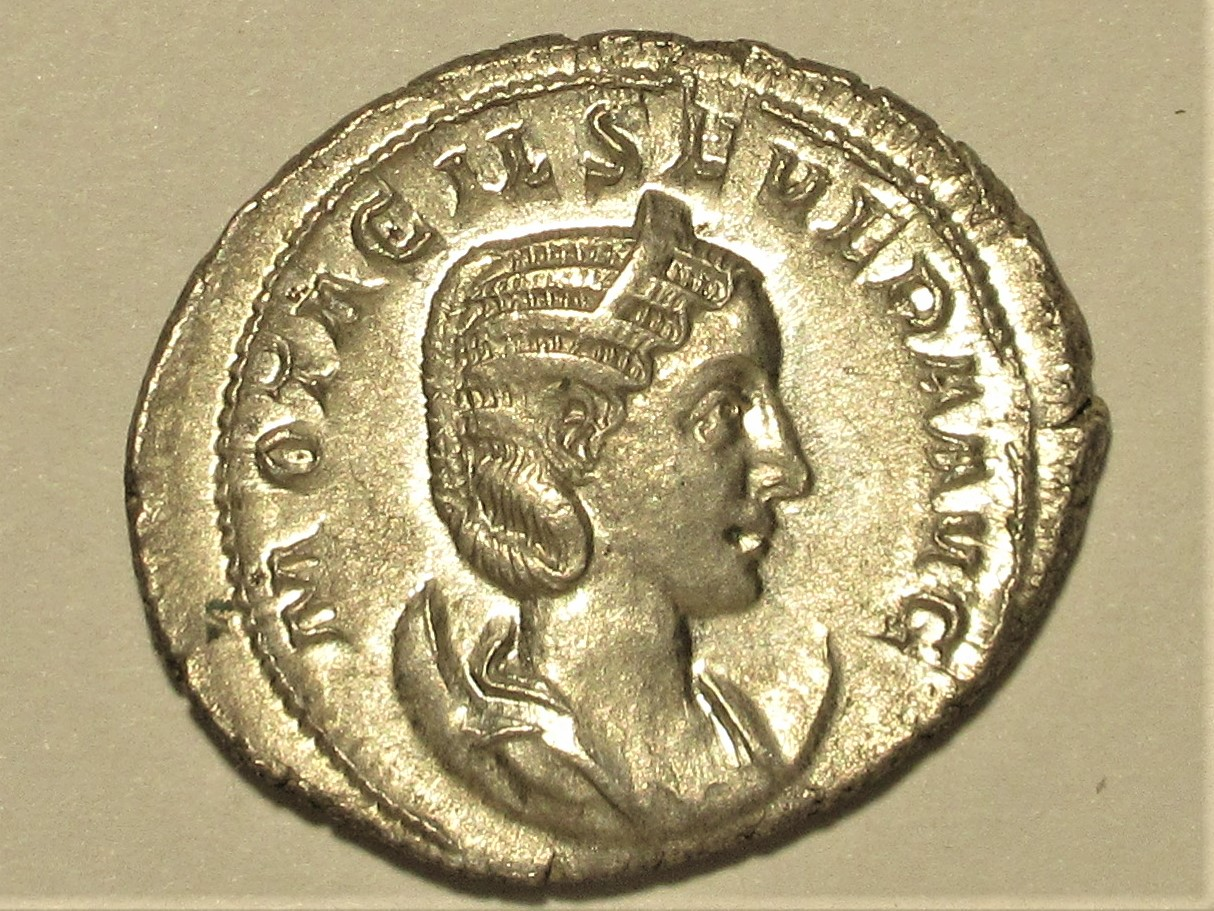
Otacilia auf römischer Münze, Kampmann 75.1

 Marcia Otacilia Severa  war die Frau des römischen Kaisers Philippus Arabs.
Otacilia war wohl die Schwester eines Statthalters von Makedonien und beider Mösien namens Severianus. Sie heiratete Philippus, als er noch Offizier der Reitertruppen unter Kaiser Gordian III. war. 237 wurde ihr Sohn Marcus Iulius Severus geboren, der 244 zum Caesar und 247 zum Augustus (nominell gleichberechtigten Mitkaiser) erhoben wurde (Philippus II.). Otacilia hatte eine Tochter namens Severina, die möglicherweise mit Ulpia Severina, der Ehefrau des späteren Kaisers Aurelian (270–275), identisch ist.
Wohl schon unmittelbar nach der Erhebung des Philippus Arabs zum Kaiser Anfang 244 erhielt Otacilia den Titel Augusta, der für sie in Rom ab Juli 244 bezeugt ist. Im selben Jahr wurde ihr auch bereits der Ehrentitel mater castrorum verliehen. Spätestens ab 245 führte sie auch die Ehrennamen mater senatus und mater patriae.
Nach Berichten spätantiker Kirchenschriftsteller hat der christliche Gelehrte Origenes Briefe an Philippus Arabs und dessen Gattin (die der Kirchenvater Hieronymus mit der Mutter des Kaisers verwechselte) gerichtet. Die Legende, wonach Philippus Christ war, ist jedoch völlig unglaubwürdig. Für Otacilia ist schon wegen der religiösen Bezüge auf ihren Münzen und Medaillonen ein Bekenntnis zum Christentum ausgeschlossen.
Bei Verona erlitt Philippus Arabs 249 eine entscheidende Niederlage gegen die Truppen des späteren Kaisers Traianus Decius, bei der er ums Leben kam. Darauf wurde Philippus II. ermordet. Über das Schicksal Otacilias ist nichts bekannt; da sie wie die ganze Familie der Damnatio memoriae anheimfiel, ist davon auszugehen, dass sie ebenfalls 249 umgebracht wurde.